# Скульптура святого Даниїла (Великі Гаї)
Скульптура святого Даниїла — пам'ятка історії у селі Великих Гаях Великогаївської громади Тернопільського району Тернопільської области України. Розташована ліворуч автодороги Тернопіль — Великі Гаї.
Виготовлена з каменю та бетону.
Висота скульптури складає 1,2 метра, з них постамент складає 1х2х2 метра, а колона — 2,6х0,9х0,9 метрів.

## Історія
У 1831 році неймовірними темпами серед жителів Тернополя поширювалася азійська холера. Через велику кількість хворих з ініціативи о. Мауриція Полонського за кошти мешканців було збудовано над ставом лікарню. Померлих осіб хоронили в східній околиці міста на окремому місці, зліва від шляху на Великі Гаї.
25 травня 1834 року тернополяни Даниїл та Анна Сеньковські на місці жертв епідемії поставили пам'ятних хрест на високій іонійській колоні з фігурою святого Даниїла.
У 1972 році через будівництво птахофабрики перенесена на сільський цвинтар біля церкви. У червні 1992 року урочисто повернута на своє місце.